# Holger
Holger is een merk pils dat in België wordt geproduceerd door de Brouwerij Martens in Bocholt. Op het etiket staat kortweg: Brouwerij Bocholt en Gebrouwen in België.
Het is een private label van Superunie en het wordt verkocht bij enkele supermarkten die bij deze inkoopvereniging zijn aangesloten. Het merk heeft bij enkele supermarkten het oude merk Pitt Bier vervangen, dat door Bavaria overgenomen was van Oranjeboom. Pitt heeft een op Holger gelijkend etiket, maar wordt bij andere supermarkten verkocht.
Eerder was het etiket voorzien van de tekst: "Gebrouwen door de Wertha Brouwerij Breda". Een dergelijke brouwerij heeft echter nooit bestaan. De brouwerij in Breda was die van Oranjeboom. De echte Wertha Brouwerij stond in Weert en werd door Oranjeboom reeds in 1969 gesloten.